# أنامق
أنامق هي قرية في مقاطعة مرند، إيران. عدد سكان هذه القرية هو 1,494 في سنة 2006.